# Napad na Pearl Harbor
Napad na Pearl Harbor je bil japonski letalski in pomorski napad na ameriško pomorsko oporišče Pearl Harbor na otoku Oahu na Havajih. Do napada je prišlo v nedeljo, 7. decembra 1941, ko so japonska letala in podmornice brez opozorila napadli tam zasidrano ameriško tihomorsko ladjevje. V dveh zaporednih zračnih napadih je bilo uničenih 188 ameriških letal, 18 vojaških ladij je bilo potopljenih ali težje poškodovanih, mrtvih je bilo 2.402, ranjenih pa je bilo okoli 1.250 ameriških vojakov in civilistov. Napad je bil z vidika zmage popoln uspeh japonske mornarice, vendar pa ni imel nobene taktične vrednosti, saj letalonosilk, ki so bile glavne tarče napada, tistega usodnega dne ni bilo v pristanišču. Dejansko sta bili v napadu uničeni le dve relativno stari bojni ladji, vse ostale poškodovane ladje pa je Američanom v kratkem roku uspelo popraviti. Nedotaknjena so ostala tudi številna skladišča goriva in ostale kopenske naprave. Napad je bil povod, da so ZDA vstopile v drugo veliko vojno, s čimer je konflikt, ki je bil dotlej bolj ali manj evropskega značaja, postal svetoven.

## Pot v vojno
Japonski je bilo usojeno, da slej ko prej trči z ZDA. Vzroke za spopad med tema dvema velesilama je treba iskati v drugi polovici 19. stoletja, ko je Japonska postala ne le dežela vzhajajočega sonca, temveč tudi nova vzhajajoča azijska velesila. Bliskovit razvoj japonskega gospodarstva je na majhnem otočju povzročil kronično primanjkovanje strateških surovin, zato je Japonska začela iskati nove vire in kmalu prišla v spor z drugimi velesilami, kot sta bili Kitajska in Rusija. V želji po zavojevanju novih ozemelj se je ob izbruhu prve svetovne vojne pridružila antanti, ki ji je v zameno za sodelovanje v veliki vojni obljubila nemške tihomorske kolonije. Vendar je ta po koncu vojne dobila le drobtinice, večino ozemelj so namreč dobile ZDA in Združeno kraljestvo, kar je bilo za Japonsko veliko razočaranje. Razmere so se nato za nekaj časa umirile, vendar problemi še zdaleč niso bili rešeni. 
Do prvega večjega spora med ZDA in Japonsko je prišlo v letih 1931 do 1932, ko je Japonska zasedla kitajsko Mandžurijo. Leta 1937 pa je zasedla še severno Kitajsko in se dve leti zatem usmerila še proti jugu, kjer je zasedla Hajnan, pri tem pa začela že pripravljati načrte za zasedbo Malaje, Filipinov in Nizozemske Vzhodne Indije. Do spora morda niti ne bi prišlo, če ZDA v tistem času ne bi podpirale Čankajškove kitajske vlade, britanskega, francoskega in nizozemskega kolonializma. Japonci so bili namreč mnenja, da »Azija pripada Azijcem«, v resnici pa jim je šlo le za zavojevanje novih ozemelj, iz katerih bi lahko pridobili nove surovine za svoje rastoče gospodarstvo in vse številčnejše prebivalstvo.
Padec Francije junija 1940 je dal Japoncem nov zalet, in tako so ti zasedli Francosko Indokino, da bi bila mera polna, pa so 27. septembra podpisali pakt s silama osi Nemčijo in Italijo. Ameriški veleposlanik v Tokiu je pisal predsedniku Franklinu D. Rooseveltu;  »Vse očitneje se mi zdi, da bo spopad nekega dne neizogiben. Glavno vprašanje pri tem je, ali je za nas bolje, da do tega spopada pride prej ali pozneje.«. Roosevelt je bil odkrito na strani Velike Britanije in proti silam osi, katerih članica je zdaj postala tudi Japonska. Nastali spor so želeli rešiti po diplomatski poti, ker pa so bila mirovna pogajanja med Japonsko in ZDA neuspešna, so ZDA do konca leta uvedle prepoved izvoza na Japonsko vseh surovin in vojnega materiala, razen nafte. Vendar pa so se 26. junija 1941, ko Japonska ni spremenila svoje politike v Aziji, stvari še dodatno zapletle. ZDA so zamrznile vse japonsko premoženje v ZDA, šest dni pozneje pa prepovedale še izvoz nafte. Pogajanja so se kljub temu nadaljevala, ZDA so bile optimistične, vendar pa je Japonski vedno bolj postajalo jasno, da je vojna postala neizbežna, zato je ta začela pripravljati načrte za napad.

## Priprave na spopad

### Japonske priprave
7. januarja 1940 je Isoroku Jamamoto, poveljnik japonskega ladjevja, ministrstvu za mornarico posredoval strogo zaupno sporočilo, v katerem je poveljnik predlagal drzen napad, s katerim bi bila vojna odločena že v prvem dnevu. Generalštab je načrt odobril in ga poslal v nadaljnjo preučitev. Sledile so temeljite priprave, za urjenje pilotov so pripravili poseben poligon, ki je bil podoben Pearl Harborju, za napad v plitvem pristanišču so prilagodili tudi torpede, svoje delo pa je opravila tudi obveščevalna služba.
Med 10. in 18. novembrom 1941 je iz pristanišča Kure izplulo šest letalonosilk, dve bojni ladji, dve težki križarki in ena lažja, devet rušilcev in tri podmornice. Zaradi varnosti in strahu, da jih Američani ne bi odkrili, so ladje zapustile pristanišče posamično. Pristanišče je zapustilo tudi osem tankerjev za prevoz goriva. Med potjo do Havajskega otočja je bilo vsako sporazumevanje po radiju strogo prepovedano. Ladjevje se je nato srečalo v zalivu Tankan pri največjem kurilskem otoku Etorofu, kjer se je založilo z gorivom, orožjem in ostalim materialom, ki ga bo potrebovalo pri napadu na ameriško oporišče.
26. novembra je prišel ukaz, da ladjevje izpluje po najsevernejši poti proti vzhodu, natanko po 43. severnem vzporedniku, kjer je vreme najslabše, verjetnost, da bi jih odkrili, pa najmanjša. Med dvanajstdnevnim potovanjem je admiral Nagumo ukazal, da je treba vsak dan poslušati radio Honolulu, če bi Američani slučajno oddajali sporočilo o prihajajočem Japonskem ladjevju. Vendar pa se na Havajskih otokih niso zavedali nevarnosti, ki se jim je hitro približevala.
Drugega decembra je admiral Jamamoto preko radia poslal ukaz »Povzpni se na goro Niitaka«, kar je bilo dogovorjeno znamenje za napad. Kmalu pa je temu ukazu sledilo še navodilo »Dan X je 8. december«, kar je za Havaje 7. december. Na 170. poldnevniku je ladjevje natočilo gorivo in začelo izvajati še zadnje priprave. Če bi jih Američani odkrili pred 6. decembrom, bi napad odpadel, če pa jih bodo odkrili šele 7. decembra, bo do napada prišlo v vsakem primeru. 6. decembra je ladjevje doseglo 159. poldnevnik, 490 milj severno od otoka Oahu, in ko je 7. decembra doseglo točko 275 milj od otoka Oahu, je bilo na palubah letalonosilk že pripravljenih 190 popolno oboroženih letal. Piloti so samo še čakali na znameniti ukaz Tora, Tora, Tora!

### Obveščevalna dejavnost
Prva opozorila, da Japonci nekaj pripravljajo, so Američani prejeli že na začetku leta 1941, kmalu po tem, ko je Isoroku Jamamoto obvestil japonsko admiraliteto o svojih namerah. Opozorilo je Washingtonu posredoval ameriški veleposlanik v Tokiu Grow, glasilo pa se je: »Moj perujski kolega je nekega člana veleposlaništva obvestil, da je z raznih in tudi z japonske strani slišal, da japonske vojaške sile načrtujejo splošen napad na Pearl Harbor, če bi prišlo do problemov med Japonsko in ZDA, in da bi v tem napadu uporabili vsa mogoča vojaška sredstva. Moj kolega pravi, da se čuti dolžan posredovati mi to informacijo, ker je potrjena z raznih strani, čeprav se mu zdi načrt fantastičen.« Mornariška informacijska služba je sporočilu še dodala: »Tem govoricam ni treba verjeti«, saj je bila prepričana, da do napada ne bo prišlo v tako kratkem roku. Sporočilo so nato posredovali admiralu Kimmelu, poveljniku ameriškega tihomorskega ladjevja, ki je po prejemu sporočila večkrat zahteval okrepitve, vendar jih ni dobil.
Ameriški poveljniki tudi niso bili na tekočem o dogajanju na drugih bojiščih in tehničnih rešitvah na vojaškem področju. Med 11. in 12. novembrom 1940 so Britanci z zastarelimi torpednimi letali Fairey Swordfish napadli italijansko pomorsko bazo Taranto ter onesposobili 3 bojne ladje, ena težka križarka in dva rušilca pa sta bila poškodovana. Šlo je za prvi napad te vrste, britanski uspeh napada je bil popoln izgube pa minimalne. O napadu je poročal ameriški opazovalec v britanski mornarici izdelal je podrobno poročilo napada vendar to ni prišlo dlje od ameriške mornariške obveščevalne službe niti niso bile narejene ustrezne študije in analize napada čeprav je dogodek odmeval po celem svetu. Na drugi strani so Japonci pokazali več zanimanja za ta dogodek. Njihova vojaška delegacija je celo obiskala Taranto ter se sesala z Italijani ter podrobno preučila napad ter iz njega potegnila svoje zaključke in tehnične rešitve pri načrtovanju napada na Pearl Harbor. Ena izmed teh rešitev je bil torpedo, ki ga je mogoče uporabiti v plitvih vodah pristanišč. Japonsko zanimanje za napad ni ostalo neopaženo britanski obveščevalni službi MI6, ki je preko svojih agentov poizkušala posvariti ZDA.
Japonski obveščevalci so nemoteno delovali tudi v ZDA. Da bi si Japonci zagotovili uspeh, so potrebovali podatke o razporeditvi ameriškega ladjevja. V začetku oktobra je japonsko zunanje ministrstvo naročilo japonskemu konzulu v Honoluluju naj preko koordinatnega sistema poroča o položaju ameriških ladij v pristanišču. Agent Takeo Jošikava uradno zaposlen kot uradnik na japonskem veleposlaništvu v Honoluluju se je, kot turist, večkrat odpravil na turistične polete nad otokom Oahu, da bi opazoval ladjevje. Od začetka jeseni pa vse do 6. decembra je tako bil Tokio natančno obveščen o položaju vseh ladij v pristanišču. Najbolj zanimiva stvar pri tem pa je bila, da so Američani vedeli za ta sporočila. Tokio je namreč svoja diplomatska sporočila kodiral preko šifre, poimenovane Škrlat (Pisalni stroj Tip 97), ki pa so jo Američani razbili že poleti leta 1940 s pomočjo projekta za dešifriranje, poimenovanega Magija. Za namen dekodiranja Škrata je bilo izdelanih osem dekodirnih strojev. Štirje so se nahajali v Washingtonu; po dva sta bila dodeljena mornarici in kopenski vojski, tri pa so poslali Britancem. Osmi stroj pa so poslali ameriški vojski na Filipinih. Magija je bila zelo uspešna pri razbijanju diplomatskih sporočil, vendar pa ni bila vsemogočna, saj je japonska mornariška šifra JN-25 še vedno ostala nezlomljiva. Ključ do pravih informacij pa je bila prav ta šifra.
Do podatkov, da Japonci pripravljajo nekaj velikega so se dokopali tudi Britanci. Vir informacij je bilo prestreženo nemško tajno sporočilo svojim obveščevalcem v ZDA. Sporočilu je bil priložen obsežen vprašalnik o vojaških zmogljivostih baze Pearl Harbor na Havajih. Nemci so podatke zbirali na prošnjo Japoncev. Britanski obveščevalci iz MI6 so želeli ZDA o tem obvestiti preko trojnega agenta Dušana Popova vendar je ta zaradi svojega življenjskega sloga padel v nemilost vodje FBI Edgarja Hooverja, ki informacijo ni vzel resno ta pa se je nato izgubila v birokratskem stroju urada. Dolgo časa se postavlja vprašanje ali je Winston Churchill na podlagi prestreženih japonskih radijskih sporočil vedel kdaj in kje bo prišlo do napada in če je vedel zakaj o tem ni obvestil ameriškega predsednika Roosevelta. Britanci so imeli v tistem času najboljšo obveščevalno službo, Bletchley Park pa je imel svojo izpostavo tudi v Hong Kongu in Singapurju kjer so s pomočjo nizozemske obveščevalne službe (Kamer 14) prestrezali in dekodirali japonski radijski promet. Podatke so nato delili z ameriško obveščevalno službo. Sredi leta 1941 ter po japonski zasedbi francoske Indokine so vsi vedeli, da je japonski napad na jugovzhodno Azijo neizbežen zaradi česar so Britanci nekoliko okrepili svojo garnizijo v Hongkongu in Maleziji tja poslali bojno floto Z ter evakuirali britanske civiliste, vendar pa niso vedeli kje in kdaj bo do napada prišlo. Japonski obseg in hitrost napada v začetku decembra 1941 je bil presenečenje za vse tako za Veliko Britanijo kot ZDA. Obveščevalni podatki iz tistega obdobja iz katerih je bila umaknjena stopnja zaupnosti ne potrjujejo domneve, da bi Britanci oz. Winston Churchill vedeli za prihajajoči napad. Mnogi britanski dokumenti iz tistega časa še vedno tajni in niso dostopni javnosti.
Da Japonci pripravljajo napade v jugovzhodni Aziji in Pacifiku so jeseni 1941 izvedeli tudi Sovjeti preko dvojnega agenta Richarda Sorgea. Ta je že spomladi leta 1941 preko svoje razvejanje japonske mreže obveščevalcev odkril, da Nemci pripravljajo napad na Sovjetsko zvezo. O tem je poročal Moskvi vendar Stalin ni verjel tem informacijam. Tokrat je bilo drugače. Novica, da bojo Japonci napadli v jugovzhodni Aziji in Pacifiku je bila za Stalina dobra saj je tako lahko čete rdeče armade, ki so varovale nemirno rusko japonsko mejo premestil na vzhodno fronto brez strahu da bojo Japonci napadli v Sibiriji. Informacijo je potrdila tudi sovjetska kriptografska služba saj je Sovjetom tekom leta uspelo razbiti japonsko diplomatsko šifro. Koliko je Stalin dejansko vedel o napadu na sam Pearl Harbor ni znano. Obstajajo domneve, da naj bi sovjetska tovorna ladja v bližini Kurilskih otokov opazila japonsko ladjevje.
Konec novembra so ameriški obveščevalci prestregli japonsko sporočilo, ki je japonskim diplomatom v ZDA narekovalo naj do 25. novembra zaključijo vsa diplomatska prizadevanja za mirno rešitev spora ter naj pričnejo z uničevanjem zaupnih dokumentov. Za ZDA je bil to znak, da Japonci v kratkem načrtujejo vojni pohod. 25. novembra se je Roosevelt sestal s svojim vojaškim svetom. Po zapiskih vojaškega ministra Stimsona je predsednik dejal, da bo Japonska verjetno napadla do 1. decembra. Stimson je zapisal, da se je vojni svet vprašal, »kako naj jih pripravimo do tega, da izstrelijo prvi strel, ne da bi bilo to preveč nevarno za nas«. Nekateri zgodovinarji so si to izjavo interpretirali, kot da so si ZDA želele vojno, vendar pa tega nikoli ne bomo vedeli. Pravo resnico o takratnem dogajanju so vedeli le tisti, ki so imeli neposreden dostop do Magije. Vojaškim oporiščem tekom Pacifika je bilo poslano splošno opozorilo o možnosti prihajajočega napada. Opozorilo so prijeli tudi v mornariški bazi Pearl Harbor. Japonsko ladjevje je proti Havajem krenilo 26. novembra v popolni radijski tišini.
Medtem ko je proti Havajem plulo japonsko ladjevje, so v Tokiu sestavljali osnutek končnega sporočila ZDA, ki naj bi ga veleposlanik Nomura izročil Washingtonu v nedeljo, 7. decembra, natanko ob 13.00. Takrat naj bi bila ura na Havajih 7.00, kar je pol ure pred predvidenim napadom. Ameriška obveščevalna služba je prestregla sporočilo, namenjeno japonskemu veleposlaniku, in ga nemudoma posredovala predsedniku Rooseveltu. Ta je dejal: »To pomeni vojno.« Navodilo Nomuri, naj sporočilo odda natanko ob 13.00, je bilo za obveščevalno službo namig, da Japonci v naslednjih nekaj urah nekaj pripravljajo. Svoje ugotovitve je posredovala načelniku generalštaba kopenske vojske Marshallu, kar je povzročilo določen časovni zamik, saj je bil ta zaradi jahanja do 11.30 nedosegljiv. Po opravljeni rekreaciji je ta nemudoma pripravil sporočilo vsem tihomorskim enotam, prednostno so ga dobili Filipini, vendar ga je bilo treba pred pošiljanjem šifrirati, saj Japonci niso smeli izvedeti, da so Američani razbili njihovo šifro; s tem pa so spet izgubili dragoceni čas. Do dodanih zakasnitev pri pošiljanju je prišlo, ker zaradi motenj sporočila ni bilo mogoče poslati preko vojaških radijskih zvez. Sporočilo je bilo nato poslano šele preko civilnega telegrafa in kurirja. Tako so Havaji opozorilo o napadu prejeli ko je do napada že prišlo.

### Ameriške priprave
Maja 1940 je Pearl Harbor postal stalno oporišče ameriškega vojnega ladjevja, ki je šele v začetku leta 1941 dobilo naziv Pacifiško ladjevje. Novi poveljnik tega ladjevja je postal admiral Husband Kimmel. Ta je kmalu po prevzemu dolžnosti dobil opozorilo, da mora sprejeti vse potrebne ukrepe proti morebitnemu napadu. Da Japonci nekaj pripravljajo, ga je prepričala vest iz Washingtona, ki jo je posredoval ameriški veleposlanik Grow. Ker je bil novi poveljnik nekoliko previdnejši in ni povsem verjel pomirjujočim besedam, ki so bile priložene sporočilu, je zahteval okrepitve, ki pa jih seveda ni dobil. Tako Kimmlu ni preostalo drugega, kot da Washingtonu vedno znova postavlja zahteve, ta pa jih zavrača. Da pa je bila stvar še hujša, je moral na zahtevo zunanjega ministrstva poslati eno eskadro bojnih ladij na britansko proslavo na Novi Zelandiji, Avstraliji, Tahitiju in na otočju Fidži. Zaradi dejavnosti nemških podmornic so morale ZDA okrepiti atlantsko floto, seveda na račun pacifiške, tako da je ta od aprila pa do junija 1941 izgubila okoli 20 % ladij. Problem so predstavljali tudi kadri. Washington je 27. novembra poslal vsem postojankam na Pacifiku še zadnje opozorilo, da naj bodo pripravljeni na vsako obliko napada.
Na dan napada je bilo v pristanišču osem bojnih ladij, dve težki in šest lahkih križark, trideset rušilcev, štiri podmornice in večje število manjših ladij, vendar pa kljub velikemu številu ladij tistega dne v pristanišču ni bilo gneče, kot se je včasih zgodilo. Ladje so se nahajale skupaj v t. i. bojnih vrstah, zaradi česar so bile lahka tarča japonskih letal in podmornic. Ker se je napad zgodil v nedeljo, je večina posadk ladij še spala, mnogo mornarjev pa je bilo zaradi dopusta na kopnem, zaradi česar je bilo ladjevje popolnoma nepripravljeno na napad. Mornarji so med dolžnostjo večinoma brisali medenino in čistili protiletalsko orožje. Strelivo zanj je bilo spravljeno v zaklenjenih omarah, ključe od omar pa so imeli častniki (večina teh je bila tisti dan na obali). V tem času je bila večina ladjevja na odprtem morju, med drugim tudi tri letalonosilke, ki so bile glavni cilj napada in so kasneje Japoncem delale velike preglavice. Letalonosilka USS Enterprise je bila v času napada 350 km zahodno od Havajev, potem ko je na otok Wake peljala letala. USS Lexington je bila skupaj s spremstvom na poti proti Midwayu, USS Saratoga pa je bila zasidrana v pristanišču na celini. V pristanišču so manjkali tudi ena težka križarka in pet rušilcev, ki so bili v tistem času pri atolu Johnston, tri težke križarke, štirje rušilci in še štiri podmornice pa so bile raztresene po celotnem Tihem oceanu.
Poleg ladij so bila tarča napada tudi letališča. Decembra 1941 ameriško letalstvo še ni bilo samostojen rod. To je spadalo pod sestavo kopenske vojske ali mornarice. Na otoku Oahu so tri letališča pripadala kopenski vojski. Na dveh so bili bombniki, na tretjem pa lovci. Tudi mornarica je imela na tem otoku tri letališča: eno je bilo na Ford Islandu, drugo pri Ewi, tretje pa pri Kaneohe. Prvo je služilo predvsem letalom z letalonosilk in je bilo v času napada večinoma prazno, medtem ko sta bili ostali dve bolj ali manj polni letal. Tistega usodnega dne je bilo na celotnem otoku za boj pripravljenih skupno 100 letal. Letala so bila po letališčih razporejena v skupinah s krilom ob krilu, saj so se zaradi številčne japonske populacije bali sabotaž. Prav zaradi take razporeditve pa so bila lahek plen japonskih letal, ki so lahko tako z eno samo bombo uničila večje število letal. Tako razporeditev je ukazal general Short, ki pa se je ravnal po ukazih iz Washingtona.
V okolici pristanišča in letališč je bilo za primer napada pripravljenih večje število protiletalskih topov in strojnic, ki pa ob napadu ne bi kaj dosti pomagali, saj je imela le četrtina teh topov posadko, niti en top ali strojnica pa ni bila oskrbljena s strelivom.

## Napad

### Napad podmornic
Nedelja, 7. december 1941, ob 3.42 zjutraj. Z ameriškega minolovca USS Condor, ki je križaril pred vhodom v oporišče, oficir straže na oddaljenosti 100 metrov opazi bel val, ki se minolovcu približa na 50 metrov, nato pa spremeni smer in začne bežati. Minolovec patruljnemu rušilcu USS Ward, ki je bil v bližini, signalizira, da je opazil podmornico. Obe ladji sta se nato pognali v lov na podmornico. Pogovor med obema ladjama je ujela radijska postaja na Bishop Pointu, vendar ga iz neznanega razloga ni posredovala naprej. Ob 6.45 je bilo lova konec, rušilec Ward je odkril neko mini podmornico dolžine približno trinajst metrov. Ker se ta ni želela ustaviti, je odprl ogenj. Prvi strel je zaradi nerodnega položaja ladje podmornico zgrešil, drugi strel pa je zadel v polno. Zadet je bil stolp podmornice, ta se je nato v hipu potopila, rušilec pa jo je nato napadel še z globinskimi bombami. Kapitan rušilca je o incidentu nemudoma poročal svojemu nadrejenemu. Sporočilo je med 7.20 in 7.25 končno prišlo do admirala Kimmla, ta se je nanj nemudoma odzval, vendar je bilo že prepozno. V njegovo sobo je vstopil mornar:»Signalni stolp poroča o japonskem zračnem napadu na Pearl Harbor. In to gotovo ni vaja!« Še isti trenutek je v pristanišču zaslišal grmenje letal in eksplozije bomb. Medtem je bila protipodmorniška mreža, ki je varovala vhod v pristanišče, več ur odprta. To malomarnost je izkoristila neka japonska mini podmornica ter se neopazno pritihotapila v pristanišče, vendar pa jo je kmalu opazil neki rušilec ter nanjo odvrgel globinske bombe.

### Napad letal
Točno ob 6.00 v nedeljo se z japonskih letalonosilk dvigne prvi napadalni val 177 letal. Prednostni cilj prvega napada so bila predvsem letališča, s katerih bi lahko Američani v napad poslali svoje lovce, nato pa še ameriško ladjevje. Ob 7.15 osebje radarske postaje Opana na severu otoka Oahu, ki bi morala delovati le med 4. in 7. uro zjutraj, zazna v razdalji 147 km prihod velikega števila letal. Nenavaden pojav javijo nadrejenemu v centralo, vendar ga ta ignorira ter ne poroča naprej. Sicer pa niti to ne bi pomagalo, saj je do napada na ladjevje še petnajst minut, kar je bistveno premalo, da bi se posadke bojnih ladij nanj učinkovito pripravile. Ob 7.15 je z japonskih letalonosilk vzletel drugi val 171 letal. Cilj teh letal je bilo predvsem zasidrano ladjevje.
Okoli pol osmih zjutraj je mornar Milligan na rušilcu USS Allen opazil kaka dva ducata letal, ki so krožila na višini 1500 m. Ker je mislil, da gre za vajo, je nadaljeval svoje delo. Ob 7.45 so se v Pearl Harborju oglasili cerkveni zvonovi, tri minute kasneje pa so začele padati prve bombe.
Napad je presenetil tudi generala Shorta, ki je v daljavi slišal bobnenje in se čudil, od kod toliko trušča. Njegov prvi pomislek so bile vaje in to v nedeljo, nato pa se je želel dogovoriti za partijo golfa z admiralom Kimmlom. Tri minute čez osmo je v njegovo hišo planil polkovnik in sporočil: »Japonci so napadli Hickaman in Wheelerja, to pot je videti stvar zelo resna.«
Eden prvih torpedov je zadel križarko Raleigh, dva pa sta zadela staro bojno ladjo Utah, ki je služila kot tarča za letala. Tri minute pred osmo je bila zadeta križarka USS Helena. Eksplozija je poškodovala tudi polagalca min USS Ogalala. Točno ob osmih je japonsko letalo odvrglo torpedo, ki je nato zadel Arizono, letalo pa je nato s strojničnim ognjem zasulo krmo Nevade, na kateri je ravno takrat igrala godba, na srečo ni bilo smrtnih žrtev. V tem času so posadke ladij ter pristaniško osebje ter osebje letališč spoznali, da gre za japonski napad, zato so se kljub nepopisni zmedi intenzivno začeli pripravljati na obrambo. Mornarji so s kladivi, sekirami in železnimi palicami nasilno odprli skladišča streliva in počasi začeli vračati ogenj. Zadeta so bila prva japonska letala. Kljub temu pa se položaja ni dalo spremeniti. V prvih minutah napada je bila večina ladij že v plamenih. USS Oklahoma se je po močni eksploziji prevrnila, v njenem trupu pa je ostalo ujetih več tisoč mornarjev, ki so jih po končanem napadu zaman poskušali rešiti. Malo kasneje je japonsko letalo odvrglo bombo na USS Arizono, bomba je prebila oklepni krov ladje blizu prve kupole ter priletela direktno v skladišče streliva, kar je povzročilo strahotno eksplozijo. Eksplozija je bila tako močna, da je ladjo dvignilo iz vode, ogenj pa je segel 150 m visoko. Moč eksplozije je vrgla s palub posadke na ladjah USS Nevada, USS Vestal in USS West Virginia. V nekaj sekundah je tako umrlo več kot tisoč ljudi, svoje pa je prispevala še razlita nafta, ki je odtekala iz potapljajočih se ladij in je nato zagorela.
Ko se je admiral Kimmel okoli deset minut čez osmo prikazal v svojem štabu, je ugotovil, da je v 15 do 20 minutah izginilo celotno tihomorsko ladjevje: Oklahoma, Arizona in Virginia so bile potopljene, California se je potapljala, Maryland in Tennessee sta bili težko poškodovani in se med napadom nista mogli premikati, ker sta bili obdani z razbitinami, Nevada, ki so jo zadeli dve bombi in torpedo, je gorela in se komaj držala na vodi, nič bolje ni kazalo ladji Raleigh. Zaradi številnih razbitin ter gorečega goriva, ki je plavalo na vodi, se nobena ladja ni mogla odzvati ukazu, naj vse ladje zapustijo pristanišče. Medtem ko se je v pristanišču odvijala prava drama, se je otoku bližala skupina ameriških letal B-17 s celine, ki o napadu niso vedela ničesar. Ko so zagledala dim v pristanišču, so mislila, da gre za vaje, vendar so kmalu spoznala, da gre za napad japonskih letal, saj so bila kmalu napadena tudi sama. Skupina se je razbežala, vendar je zelo malo letal preživelo ta napad, saj nanje niso streljali le Japonci, ampak tudi ameriška protiletalska obramba, ki je imela na muhi vse, kar je letelo. Nič bolje se ni godilo 18 letalom, ki so priletela z letalonosilke USS Enterprise.
Predviden je bil še tretji napad letal, vendar do njega ni prišlo, saj je bil admiral Nagumo prepričan, da sta prva dva napada naredila dovolj škode. Poleg tega pa tretji napad ne bi bil več nobeno presenečenje, saj bi ga Američani pričakali z vsem orožjem, ki so ga imeli, vključno z manjkajočimi letalonosilkami, zato je Nagumo odločil, da je napada konec, svoje ladjevje pa obrnil proti domu.

## Izgube
Za Japonce je bil letalski napad pravi uspeh, saj so med tako obsežnim napadom izgubili le 29 letal ter 55 ljudi. Večina letal je bila sestreljena v drugem napadu, ko so bili Američani že nekoliko bolje pripravljeni. Za razliko od letalskega jo je nekoliko slabše odnesel pomorski del napada, saj je bilo izgubljenih vseh pet podmornic skupaj s posadkami. Te po uradnih ugotovitvah niso dosegle nobene zmage, saj so vse potopili ali pa so zašle, še preden bi lahko izvedle napad na ladjevje. Pred kratkim pa se je v javnosti pojavila fotografija, ki sicer prikazuje napad japonskih letal na ameriško ladjo in ne bi bila nič posebnega, če ne bi poleg ladje prikazovala objekta, podobnega podmornici, ter sledi torpeda v smeri ladje USS West Virginia. Zato se pojavlja vprašanje: ali je podmornicam uspelo napasti ameriško ladjevje? Odgovora nikoli ne bomo izvedeli, saj je bila večina dokumentov ter fotografij napada na Pearl Harbor uničena v bitki za Midway. Ustreznih podatkov pa Američanom ni mogel nuditi niti edini japonski ujetnik, ki ga je vojaška policija ujela potem ko je njegova podmornica nasedla, njemu pa ni uspelo napraviti samomora.
Izgube so prešteli tudi Američani. V pristanišču je bilo potopljenih ali hudo poškodovanih deset ladij. Popolnoma so bile uničene bojne ladje Arizona, Oklahoma in stara bojna ladja Utah. Za druge ladje se je izkazalo, da jih bo mogoče popraviti, vendar bo za to potreben čas. Hud udarec sta doživeli tudi obe letalstvi. Na letališčih je bilo uničenih 188 letal, 159 pa poškodovanih. Ubitih je bilo več kot 2000 Američanov, ranjenih pa okoli 1000.

## Dogodki po napadu
Po napadu je bila ameriška udarna moč na Tihem oceanu začasno ohromljena. Tokijski časopisi so pisali, da so se ZDA znašle v položaju tretjerazredne sile. Ko je ameriško ljudstvo zvedelo za napad, je osupnilo. Dan po napadu je imel Roosevelt v kongresu znameniti govor, po katerem je bilo glasovanje za ali proti vojni. Senat je enotno glasoval za vojno in tako zahteval uničenje Japonske. Tri dni pozneje sta Nemčija in Italija napovedali vojno ZDA, zaradi česar je kongres sprejel skupno resolucijo, s katero je sprejel vojno stanje, ki so ga vsilili ZDA. Vojna, ki je bila do takrat bolj ali manj stvar Evrope, je tako postala svetovna.
Japonci so po napadu na Pearl Harbor napadli še Hong Kong, Malajo, nizozemsko vzhodno Indijo, Filipine, Novo Gvinejo, Guam, Otok Wake in nekaj Aleutskih otokov. Britanske, ameriške in nizozemske postojanke so padale druga za drugo, nihče ni mogel ustaviti nezadržnega japonskega napredovanja. Prva polovica leta 1942 je bila za zaveznike na območju Tihega oceana prava katastrofa, vendar pa se je vojna sreča po bitki v Koralnem morju in bitki za Midway kmalu postavila na stran zaveznikov.